# Eurymerodesmus hispidipes
Eurymerodesmus hispidipes är en mångfotingart som först beskrevs av Charles Thorold Wood 1864.  Eurymerodesmus hispidipes ingår i släktet Eurymerodesmus och familjen Eurymerodesmidae. Inga underarter finns listade i Catalogue of Life.